# Кызылдихан (Туркестанская область)
Кызылдихан (каз. Қызылдихан) — село в Казыгуртском районе Туркестанской области Казахстана. Входит в состав Турбатского сельского округа. Код КАТО — 514053300.

## Население
В 1999 году население села составляло 1716 человек (890 мужчин и 826 женщин). По данным переписи 2009 года, в селе проживало 1415 человек (715 мужчин и 700 женщин).